# Вест-Ратленд (Вермонт)
Вест-Ратленд (англ. West Rutland) — місто (англ. town) в США, в окрузі Ратленд штату Вермонт. Населення — 2214 особи (2020).

### Клімат
| Клімат : Вест-Ратленд   | Клімат : Вест-Ратленд | Клімат : Вест-Ратленд | Клімат : Вест-Ратленд | Клімат : Вест-Ратленд | Клімат : Вест-Ратленд | Клімат : Вест-Ратленд | Клімат : Вест-Ратленд | Клімат : Вест-Ратленд | Клімат : Вест-Ратленд | Клімат : Вест-Ратленд | Клімат : Вест-Ратленд | Клімат : Вест-Ратленд | Клімат : Вест-Ратленд |
| Показник                | Січ.                  | Лют.                  | Бер.                  | Квіт.                 | Трав.                 | Черв.                 | Лип.                  | Серп.                 | Вер.                  | Жовт.                 | Лист.                 | Груд.                 | Рік                   |
| Середній максимум, °C   | −1,1                  | 0,6                   | 5,6                   | 13,3                  | 20,0                  | 25,0                  | 27,2                  | 26,1                  | 21,7                  | 15,6                  | 8,3                   | 1,1                   | 13,7                  |
| Середня температура, °C | −6,7                  | −5,6                  | 0,0                   | 7,2                   | 13,3                  | 18,3                  | 20,6                  | 20,0                  | 15,6                  | 9,4                   | 3,3                   | −3,3                  | 7,7                   |
| Середній мінімум, °C    | −11,7                 | −11,1                 | −5,6                  | 0,6                   | 6,7                   | 11,7                  | 14,4                  | 13,3                  | 8,9                   | 3,3                   | −1,7                  | −8,3                  | 1,8                   |
| Норма опадів, мм        | 61                    | 51                    | 64                    | 71                    | 89                    | 97                    | 107                   | 97                    | 94                    | 81                    | 79                    | 64                    | 953                   |
| Днів з опадами          | 12                    | 10                    | 11                    | 11                    | 13                    | 12                    | 11                    | 11                    | 10                    | 11                    | 12                    | 12                    | 136                   |
| ----------------------- | --------------------- | --------------------- | --------------------- | --------------------- | --------------------- | --------------------- | --------------------- | --------------------- | --------------------- | --------------------- | --------------------- | --------------------- | --------------------- |
| Джерело: Weatherbase    |                       |                       |                       |                       |                       |                       |                       |                       |                       |                       |                       |                       |                       |

## Демографія
Згідно з переписом 2010 року, у місті мешкало 2326 осіб у 980 домогосподарствах у складі 631 родини. Було 1076 помешкань
Расовий склад населення:
| - 97,2 % — білих - 0,8 % — чорних або афроамериканців - 0,5 % — азіатів - 0,3 % — корінних американців |

До двох чи більше рас належало 1,0 %. Частка іспаномовних становила 0,8 % від усіх жителів.
За віковим діапазоном населення розподілялося таким чином: 21,4 % — особи молодші 18 років, 62,7 % — особи у віці 18—64 років, 15,9 % — особи у віці 65 років та старші. Медіана віку мешканця становила 42,6 року. На 100 осіб жіночої статі у місті припадало 98,8 чоловіків;  на 100 жінок у віці від 18 років та старших — 97,2 чоловіків також старших 18 років.
Середній дохід на одне домашнє господарство  становив 59 273 долари США (медіана — 53 822), а середній дохід на одну сім'ю — 68 407 доларів (медіана — 59 872). Медіана доходів становила 38 393 долари для чоловіків та 39 821 долар для жінок. За межею бідності перебувало 8,2 % осіб, у тому числі 15,8 % дітей у віці до 18 років та 2,3 % осіб у віці 65 років та старших.
Цивільне працевлаштоване населення становило 1183 особи. Основні галузі зайнятості: освіта, охорона здоров'я та соціальна допомога — 24,3 %, мистецтво, розваги та відпочинок — 11,8 %, виробництво — 11,7 %.